# Tauro (cônsul em 361)
Flávio Tauro (em latim: Flavius Taurus; fl. 345-361) foi um político e oficial do Império Romano do século IV, ativo durante o reinado do imperador Constâncio II (r. 337–361). Exerceu inúmeros ofícios ao longo de sua próspera carreira e tornar-se-ia patrício, porém cairia em desgraça com a ascensão de Juliano, o Apóstata (r. 361–363).

## Vida

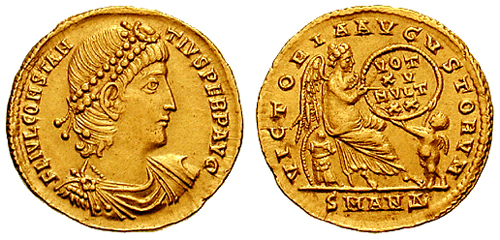
Soldo de r.

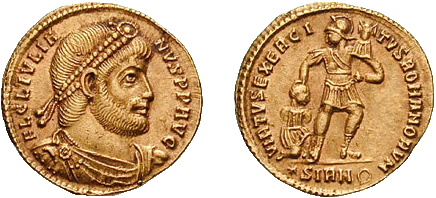
Soldo de r.

Pouco se sabe sobre as origens de Tauro. Segundo o sofista Libânio, era de origem humilde, porém tornar-se-ia notário. Ao longo de sua carreira, como citado numa inscrição presente numa estátua dedicada a ele no Fórum do Touro em Constantinopla, ocupou uma série de ofícios, o primeiro deles de conde da primeira ordem (em latim: comes ordinis primi). Nessa posição, foi um dos principais condes do imperador Constâncio em 345 e teria participado do comitê que julgou o bispo Fotino em Sirmio em 351. Segundo Amiano Marcelino, em 354, quando visitou o Reino da Armênia, presumivelmente concernente o casamento de Olímpia com o rei Ársaces II (r. 350–368), ele ocupou a posição de questor do palácio sagrado.
Em 354/355, foi conferido a Touro o título honorífico de patrício e entre 355-361, exerceria o ofício de prefeito pretoriano da Itália e África; avultada quantidade de leis emitidas em seu mandato foram preservadas nos códigos de leis bizantinos. Em 359, participou do Concílio de Arímino como representante de Constâncio e se sabe que em dado momento teria sido confiado a missão de dar as instruções do retorno para casa dos presentes. Em 361, tornar-se-ia cônsul anterior ao lado de Florêncio.
No ano de seu consulado, o césar Juliano, estacionado na Gália, foi proclamado augusto por suas tropas e iniciou uma revolta contra Constâncio. O imperador legítimo, ciente disso, ordenou-lhe que coletasse recursos em Brigância e nos Alpes Cócios, porém, ciente de que Juliano estava em marcha ao Oriente, Tauro fugiu para a prefeitura pretoriana da Ilíria, onde juntou-se com Florêncio e ambos partiram à corte de Constâncio. Tauro foi mais tarde condenado por esta fuga em um julgamento que foi realizado na Calcedônia em 361, e enviado ao exílio em Vercelas. Se sabe que ainda estava vivo no Oriente na década de 390.

### Família
Tauro teve confirmadamente um filho chamado Armônio, sendo igualmente provável que era pai do cônsul de 398 Eutiquiano e do cônsul de 400 Aureliano; Alan Cameron sugere que era pai do cônsul de 397 Cesário. Dentre seus descendentes conhecidos há o cônsul de 428 Flávio Tauro e o cônsul de 513 Flávio Tauro Clementino Armônio Clementino.